# Tanypus fiebrigi
Tanypus fiebrigi är en tvåvingeart som beskrevs av Jean-Jacques Kieffer 1917. Tanypus fiebrigi ingår i släktet Tanypus och familjen fjädermyggor.
Artens utbredningsområde är Paraguay. Inga underarter finns listade i Catalogue of Life.